# Villa del Carmen
Villa del Carmen és una localitat de l'Uruguai, ubicada al sud del departament de Durazno. Té una població aproximada de 2.275 habitants, segons les dades del cens del 2004.
Es troba a 148 metres sobre el nivell del mar.
| 1963  | 1975  | 1985  | 1996  | 2004    |
| ----- | ----- | ----- | ----- | ------- |
| 2.368 | 2.410 | 2.208 | 2.284 | {{{5}}} |